# Johannes Svensson
Johannes Svensson, född 8 juli 1856 i Slöinge, död 1 april 1928 i Stockholm, var en svensk metallarbetare och politiker (liberal).
Johannes Svensson var metallarbetare i Stockholm 1876–1902 och drev därefter en förnicklingsaffär. Han var riksdagsledamot i andra kammaren för Stockholms stads valkrets 1894–1896, och tillhörde från 1895 den liberala partigruppen Folkpartiet. I riksdagen var han bland annat suppleant i tillfälliga utskottet 1894.